# Wereldkampioenschappen kunstschaatsen 1989
De Wereldkampioenschappen kunstschaatsen is een evenement dat georganiseerd wordt door de Internationale Schaatsunie.
Het WK toernooi van 1989 vond plaats in Parijs. Het was voor de zesde maal dat de Wereldkampioenschappen Kunstschaatsen in Frankrijk plaatsvonden. Parijs was vier keer eerder gaststad (1936, 1949, 1952 en 1958) voor de WK toernooien en Lyon was gaststad in 1971.
Voor de mannen was het de 79e editie, voor de vrouwen de 69e editie, voor de paren de 67e editie, en voor de ijsdansers de 37e editie.

## Historie
De Duitse en Oostenrijkse schaatsbond, verenigd in de "Deutscher und Österreichischer Eislaufverband", organiseerden zowel het eerste EK Schaatsen voor mannen als het eerste EK Kunstrijden voor mannen in 1891 in Hamburg, Duitsland, nog voor het ISU in 1892 werd opgericht. De internationale schaatsbond nam in 1892 de organisatie van het EK Kunstrijden over. In 1895 werd besloten voortaan de Wereldkampioenschappen kunstschaatsen te organiseren en kwam het EK te vervallen. In 1896 vond de eerste editie voor de mannen plaats. Vanaf 1898 vond toch weer een herstart plaats van het EK Kunstrijden.
In 1906, tien jaar na het eerste WK voor de mannen, werd het eerste WK voor de vrouwen georganiseerd en twee jaar later, in 1908, vond het eerste WK voor de paren plaats. In 1952 werd de vierde discipline, het WK voor de ijsdansers, eraan toegevoegd.
Er werden geen kampioenschappen gehouden tijdens en direct na de Eerste Wereldoorlog (1915-1921) en tijdens en direct na de Tweede Wereldoorlog (1940-1946) en in 1961 vanwege de Sabena vlucht 548 vliegtuigramp op 15 februari op Zaventem waarbij alle passagiers, waaronder de voltallige Amerikaanse delegatie voor het WK kunstrijden op weg naar Praag, om het leven kwamen.

## Deelname
Er namen deelnemers uit een recordaantal van 26 landen deel aan deze kampioenschappen. Zij vulden 94 startplaatsen in. Voor het eerst was Thailand vertegenwoordigd op het WK Kunstschaatsen,  Charuda Upatham nam deel bij de vrouwen. Er namen geen deelnemers uit Nederland deel.
Voor België nam Alexandre Geers voor de tweede keer bij de mannen deel en debutante Sandy Suy nam deel bij de vrouwen.
(Tussen haakjes het totaal aantal startplaatsen over de disciplines.)
| Sovjet-Unie (11) Canada (8) Verenigde Staten (8) West-Duitsland (7) Verenigd Koninkrijk (5) Australië (4) | Frankrijk (4) Hongarije (4) Italië (4) Japan (4) Duitse Democratische Republiek (4) | Bulgarije (3) Finland (3) Oostenrijk (3) Zuid-Korea (3) Zwitserland (3) | België (2) Denemarken (2) Mexico (2) Polen (2) Tsjecho-Slowakije (2) | Zweden (2) Joegoslavië (1) Spanje (1) Taiwan (1) Thailand (1) |

## Medailleverdeling
Bij de mannen stond een geheel nieuw trio op het erepodium, dit was behalve het eerste kampioenschap in 1896 en het eerste toernooi na de Tweede Wereldoorlog in 1947 na zeven jaar onderbreking, het derde toernooi waarop dit plaatsvond, in 1966 en 1981 was dit ook het geval. Grzegorz Filipowski op de derde plaats veroverde de eerste WK medaille bij het kunstschaatsen voor Polen.
Bij de vrouwen werd Midori Ito wereldkampioene, het was de eerste wereldtitel bij het Kunstschaatsen voor Japan en de derde medaille in totaal, in 1977 won Minoru Sano een bronzen medaille bij de mannen en in 1979 won Emi Watanabe eveneens een bronzen medaille bij de vrouwen. Claudia Leistner op de tweede plaats veroverde haar tweede WK medaille, ook in 1983 werd ze tweede. Jill Trenary op de derde plaats veroverde haar eerste WK medaille
Bij het paarrijden veroverden Jekaterina Gordejeva / Sergej Grinkov hun derde wereldtitel, het was hun vierde medaille, in 1988 werden ze tweede. Het paar Cindy Landry / Lyndon Johnston (dit jaar voor het eerst met zijn derde partner op het WK) werden tweede en het debuterende paar Elena Bechke / Denis Petrov werden derde.
Bij het ijsdansen veroverden Marina Klimova / Sergei Ponomarenko de wereldtitel, het was hun vijfde medaille, van 1986-1988 veroverden ze vier jaar op rij de tweede plaats. Maya Usova / Alexander Zhulin op de tweede plaats veroverden hun eerste WK medaille. Isabelle Duchesnay / Paul Duchesnay op de derde plaats was het tweede Franse paar dat bij het ijsdansen op het erepodium plaats nam, Christiane Guhel / Jean Paul Guhel veroverden in 1960 de derde en in 1962 de tweede plaats.
| Discipline | Goud ·                                | Zilver ·                       | Brons ·                             |
| ---------- | ------------------------------------- | ------------------------------ | ----------------------------------- |
| Mannen     | Kurt Browning                         | Christopher Bowman             | Grzegorz Filipowski                 |
| Vrouwen    | Midori Ito                            | Claudia Leistner               | Jill Trenary                        |
| Paren      | Jekaterina Gordejeva / Sergej Grinkov | Cindy Landry / Lyndon Johnston | Elena Bechke / Denis Petrov         |
| IJsdansen  | Marina Klimova / Sergei Ponomarenko   | Maya Usova / Alexander Zhulin  | Isabelle Duchesnay / Paul Duchesnay |

## Uitslagen

### Mannen / Vrouwen
| Mannen                 | Mannen                | Mannen                                  | Mannen | Mannen | Mannen | Mannen |
| #                      | naam                  | land                                    |        |        |        |        |
| ---------------------- | --------------------- | --------------------------------------- | ------ | ------ | ------ | ------ |
| Goud                   | Kurt Browning         | Vlag van Canada                         |        |        |        |        |
| Zilver                 | Christopher Bowman    | Vlag van Verenigde Staten               |        |        |        |        |
| Brons                  | Grzegorz Filipowski   | Vlag van Polen                          |        |        |        |        |
| 4                      | Alexandr Fadeev       | Vlag van Sovjet-Unie                    |        |        |        |        |
| 5                      | Petr Barna            | Vlag van Tsjechië                       |        |        |        |        |
| 6                      | Viktor Petrenko       | Vlag van Sovjet-Unie                    |        |        |        |        |
| 7                      | Daniel Doran          | Vlag van Verenigde Staten               |        |        |        |        |
| 8                      | Oliver Honer          | Vlag van Zwitserland                    |        |        |        |        |
| 9                      | Michael Slipchuk      | Vlag van Canada                         |        |        |        |        |
| 10                     | Cameron Medhurst      | Vlag van Australië                      |        |        |        |        |
| 11                     | Makoto Kano           | Vlag van Japan                          |        |        |        |        |
| 12                     | Daniel Weiss          | Vlag van Duitsland                      |        |        |        |        |
| 13                     | Axel Mederic          | Vlag van Frankrijk                      |        |        |        |        |
| 14                     | Dmitri Gromov         | Vlag van Sovjet-Unie                    |        |        |        |        |
| 15                     | Andras Szaraz         | Vlag van Hongarije                      |        |        |        |        |
| 16                     | Mirko Eichhorn        | Vlag van Duitse Democratische Republiek |        |        |        |        |
| 17                     | Ralph Burghart        | Vlag van Oostenrijk                     |        |        |        |        |
| 18                     | Alessandro Riccitelli | Vlag van Italië                         |        |        |        |        |
| 19                     | Peter Johansson       | Vlag van Zweden                         |        |        |        |        |
| 20                     | Henrik Walentin       | Vlag van Denemarken                     |        |        |        |        |
| Vrije kür niet bereikt |                       |                                         |        |        |        |        |
| 21                     | Christian Newberry    | Vlag van Verenigd Koninkrijk            |        |        |        |        |
| 22                     | Jung Sung-il          | Vlag van Zuid-Korea                     |        |        |        |        |
| 23                     | Iwo Svec              | Vlag van Duitsland                      |        |        |        |        |
| 24                     | Oula Jaaskelainen     | Vlag van Finland                        |        |        |        |        |
| 25                     | David Liu             | Vlag van Taiwan                         |        |        |        |        |
| 26                     | Boiko Alexiev         | Vlag van Bulgarije                      |        |        |        |        |
| 27                     | Alexandre Geers       | Vlag van België                         |        |        |        |        |
| 28                     | Ricardo Olavarrieta   | Vlag van Mexico                         |        |        |        |        |

| Vrouwen                | Vrouwen            | Vrouwen                                 | Vrouwen | Vrouwen | Vrouwen | Vrouwen |
| #                      | naam               | land                                    |         |         |         |         |
| ---------------------- | ------------------ | --------------------------------------- | ------- | ------- | ------- | ------- |
| Goud                   | Midori Ito         | Vlag van Japan                          |         |         |         |         |
| Zilver                 | Claudia Leistner   | Vlag van Duitsland                      |         |         |         |         |
| Brons                  | Jill Trenary       | Vlag van Verenigde Staten               |         |         |         |         |
| 4                      | Patricia Neske     | Vlag van Duitsland                      |         |         |         |         |
| 5                      | Natalia Lebedeva   | Vlag van Sovjet-Unie                    |         |         |         |         |
| 6                      | Kristi Yamaguchi   | Vlag van Verenigde Staten               |         |         |         |         |
| 7                      | Evelyn Grossmann   | Vlag van Duitse Democratische Republiek |         |         |         |         |
| 8                      | Natalia Gorbenko   | Vlag van Sovjet-Unie                    |         |         |         |         |
| 9                      | Beatrice Gelmini   | Vlag van Italië                         |         |         |         |         |
| 10                     | Surya Bonaly       | Vlag van Frankrijk                      |         |         |         |         |
| 11                     | Karen Preston      | Vlag van Canada                         |         |         |         |         |
| 12                     | Simone Lang        | Vlag van Duitse Democratische Republiek |         |         |         |         |
| 13                     | Yvonne Pokorny     | Vlag van Oostenrijk                     |         |         |         |         |
| 14                     | Tamara Teglassy    | Vlag van Hongarije                      |         |         |         |         |
| 15                     | Junko Yaginuma     | Vlag van Japan                          |         |         |         |         |
| 16                     | Charlene Wong      | Vlag van Canada                         |         |         |         |         |
| 17                     | Zeljka Cizmesija   | Vlag van Joegoslavië (1943-1992)        |         |         |         |         |
| 18                     | Yvonne Gomez       | Vlag van Spanje                         |         |         |         |         |
| 19                     | Helene Persson     | Vlag van Zweden                         |         |         |         |         |
| 20                     | Petra Vonmoos      | Vlag van Zwitserland                    |         |         |         |         |
| Vrije kür niet bereikt |                    |                                         |         |         |         |         |
| 21                     | Tracy Brook        | Vlag van Australië                      |         |         |         |         |
| 22                     | Lily Lyoonjung Lee | Vlag van Zuid-Korea                     |         |         |         |         |
| 23                     | Louisa Danskin     | Vlag van Verenigd Koninkrijk            |         |         |         |         |
| 24                     | Anisette Torp-Lind | Vlag van Denemarken                     |         |         |         |         |
| 25                     | Jacqueline Soames  | Vlag van Verenigd Koninkrijk            |         |         |         |         |
| 26                     | Mari Niskanen      | Vlag van Finland                        |         |         |         |         |
| 27                     | Zvetelina Yankova  | Vlag van Bulgarije                      |         |         |         |         |
| 28                     | Diana Marcos       | Vlag van Mexico                         |         |         |         |         |
| 29                     | Charuda Upatham    | Vlag van Thailand                       |         |         |         |         |
| 30                     | Sandy Suy          | Vlag van België                         |         |         |         |         |

### Paren / IJsdansen
| Goud   | Jekaterina Gordejeva Sergej Grinkov | Vlag van Sovjet-Unie                    |  |
| Zilver | Cindy Landry Lyndon Johnston        | Vlag van Canada                         |  |
| Brons  | Elena Bechke Denis Petrov           | Vlag van Sovjet-Unie                    |  |
| 4      | Peggy Schwarz Alexander König       | Vlag van Duitse Democratische Republiek |  |
| 5      | Kristi Yamaguchi Rudy Galindo       | Vlag van Verenigde Staten               |  |
| 6      | Elena Kvitchenko Rashid Kadyrkaev   | Vlag van Sovjet-Unie                    |  |
| 7      | Isabelle Brasseur Lloyd Eisler      | Vlag van Canada                         |  |
| 8      | Natalie Seybold Wayne Seybold       | Vlag van Verenigde Staten               |  |
| 9      | Anuschka Glaser Stefan Pfrengle     | Vlag van Duitsland                      |  |
| 10     | Danielle Carr Stephen Carr          | Vlag van Australië                      |  |
| 11     | Cheryl Peake Andrew Naylor          | Vlag van Verenigd Koninkrijk            |  |

| IJsdansen              | IJsdansen                             | IJsdansen                    | IJsdansen | IJsdansen | IJsdansen | IJsdansen |
| #                      | naam                                  | land                         |           |           |           |           |
| ---------------------- | ------------------------------------- | ---------------------------- | --------- | --------- | --------- | --------- |
| Goud                   | Marina Klimova Sergei Ponomarenko     | Vlag van Sovjet-Unie         |           |           |           |           |
| Zilver                 | Maia Usova Alexander Zhulin           | Vlag van Sovjet-Unie         |           |           |           |           |
| Brons                  | Isabelle Duchesnay Paul Duchesnay     | Vlag van Frankrijk           |           |           |           |           |
| 4                      | Klara Engi Attila Toth                | Vlag van Hongarije           |           |           |           |           |
| 5                      | Susan Wynne Joseph Druar              | Vlag van Verenigde Staten    |           |           |           |           |
| 6                      | Larisa Fedorinova Jevgeni Platov      | Vlag van Sovjet-Unie         |           |           |           |           |
| 7                      | Stefania Calegari Pasquale Camerlengo | Vlag van Italië              |           |           |           |           |
| 8                      | Karyn Garossino Rodney Garossino      | Vlag van Canada              |           |           |           |           |
| 9                      | Sharon Jones Paul Askham              | Vlag van Verenigd Koninkrijk |           |           |           |           |
| 10                     | Andrea Juklova Martin Simecek         | Vlag van Tsjechië            |           |           |           |           |
| 11                     | Michelle McDonald Mark Mitchell       | Vlag van Canada              |           |           |           |           |
| 12                     | Dominique Yvon Frederic Palluel       | Vlag van Frankrijk           |           |           |           |           |
| 13                     | Susanna Rahkamo Petri Kokko           | Vlag van Finland             |           |           |           |           |
| 14                     | Andrea Weppelmann Hendryk Schamberger | Vlag van Duitsland           |           |           |           |           |
| 15                     | Anna Croci Luca Mantovani             | Vlag van Italië              |           |           |           |           |
| 16                     | Malgorzata Grajcar Andrzej Dostatni   | Vlag van Polen               |           |           |           |           |
| 17                     | Krisztina Kerekes Csaba Szentpetery   | Vlag van Hongarije           |           |           |           |           |
| 18                     | Diane Gerencser Bernard Columberg     | Vlag van Zwitserland         |           |           |           |           |
| 19                     | Kaoru Takino Kenji Takino             | Vlag van Japan               |           |           |           |           |
| 20                     | Petra Zietemann Frank Ladd-Oshiro     | Vlag van Duitsland           |           |           |           |           |
| Vrije kür niet bereikt |                                       |                              |           |           |           |           |
| 21                     | Monica McDonald Duncan Smart          | Vlag van Australië           |           |           |           |           |
| 22                     | Ursula Holik Herbert Holik            | Vlag van Oostenrijk          |           |           |           |           |
| 23                     | Park Kyung-sook Han Seung-jong        | Vlag van Zuid-Korea          |           |           |           |           |
| 24                     | Petia Gavazova Nikolai Tonev          | Vlag van Bulgarije           |           |           |           |           |
| -                      | April Sargent Russ Witherby           | Vlag van Verenigde Staten    | t.z.t.    |           |           |           |